# Vintage Story
Vintage Story - гра-пісочниця з елементами виживання розроблена та видана Anego Studios. Засновники Anego Studios Тайрон та Ірена Медлінєр розпочали розробку самостійної гри на основі модифікації Vintagecraft для Minecraft . Перші версії гри були доступні для завантаження абсолютно безкоштовно. На даний момент гра знаходиться в стадії раннього доступу і має як однокористувацький, так і розрахований на багато користувачів режими.

## Геймплей
Персонаж гравця - довгий гуманоїд з можливістю його видозміни при старті гри, він називається Серафим. Геймплей сфокусований створення реалістичного і захоплюючого досвіду виживання. Створення багатьох предметів обертається навколо взаємодії з ігровим світом, а не з використанням інтерфейсу користувача . Наприклад, для створення глиняної миски, гравець відтворює форму миски з маленьких "вокселів", а потім випалює її в спеціальній ямі.
Іншими важливими аспектами ігрового процесу є розвідка корисних копалин та руд, тваринництво та землеробство, будівництво та дослідження світу. Нескінченні світи з реалістичними "біомами", а також випадково згенерованими структурами забезпечують захоплююче проведення часу.

## Розробка
Гра написана мовою програмування C# з використанням OpenTK та видозміненого ігрового двигуна ManicDigger. Більшість програмного коду гри було зроблено Тайроном Медлінером разом із невеликою кількістю учасників Open Source спільноти. Більшість коду гри знаходиться під ліцензією, яка допускає читання вихідного коду на GitHub Anego Studios .
Однією з найпопулярніших функцій гри є відкрите API для створення модифікацій, яке хвалять за гнучкість у роботі та якість.   

## Сприйняття
Vintage Story була оцінена критиками як така, що має вражаючу реалістичність і перебуває на зовсім іншому рівні в порівнянні з іншими іграми на виживання, заснованими на блоках.  Power Up Gaming були вражені тим, як реалізовано створення предметів та керування інвентарем, зазначивши, що гра усуває «проблеми, які є у всіх» в інших іграх з відкритим світом з елементами виживання, засновані на блоках, дозволяючи гравцеві одночасно відкривати кілька ігрових інтерфейсів та найприродніше взаємодіяти з предметами.  Після випуску оновлення в 2020 році, яке додало зміну пори року, Gaming On Linux похвалили реалізацію ігрової механіки за її дивовижну глибину і реалістичність, незважаючи на необхідність проходити «повільний і важкий» початок у вигляді кам'яного віку.  Критик знайшов геймплей Vintage Story більш атмосферним та реалістичним виживанням у порівнянні з Minecraft, який «занадто нудний, щоб у нього можна було повірити». 
Rock Paper Shotgun похвалили гру за гідну генерацію світу, якісні та красиві анімації, а також гнучкість у створенні модифікацій.  В іншому огляді Rock Paper Shotgun в основному фокусувалися на кращій продуктивності Vintage Story в порівнянні з Minecraft.  Sportskeeda у своєму огляді на гру хвалять графіку, а також продуманість аспектів мінералогії.  Digital Trends гра порадувала своїм унікальним ігровим процесом і системою крафту за їхню якість, а також гнучкість. 

## Системні вимоги

### Мінімальні
Приблизно 25 кадрів за секунду на низьких налаштуваннях графіки
- Операційна система : Linux, Windows 7 або краще, 32 біт
- Процесор : Core i3/i5 4xxx або схоже
- Оперативна пам'ять : 4 ГБ
- Жорсткий диск : 1 ГБ (HDD)
- Відеокарта : Intel HD Graphics 620, Radeon R5 або схоже. OpenGL 3.3 або вище
- Інтернет : необхідний для запуску гри вперше

### Рекомендовані
Приблизно 30 кадрів на секунду на середніх налаштуваннях графіки
- Операційна система : Linux, Windows 7 або краще, 64 біт
- Процесор : Core i5/i7 з 2 ядрами/4 потоками або еквівалент
- Оперативна пам'ять : 8 ГБ
- Жорсткий диск : 1 ГБ (SSD)
- Відеокарта : Geforce GT 650, Radeon R7 або схоже. OpenGL 3.3 або вище
- Інтернет : необхідний для запуску гри вперше

### Оптимальні
Більше 60 кадрів в секунду на високих та дуже високих налаштуваннях графіки
- Операційна система : Linux, Windows 7 або краще, 64 біт
- Процесор : Core i5/i7 з 4 ядрами/8 потоками або еквівалент
- Оперативна пам'ять : 16 ГБ
- Жорсткий диск : 1 ГБ (SSD)
- Відеокарта : Geforce GTX 1070 або схоже. OpenGL 3.3 або вище (відеокарти NVidia мають найкращі показники продуктивності)
- Інтернет : необхідний для запуску гри вперше